# Idiophthalma ecuadorensis
Idiophthalma ecuadorensis là một loài nhện trong họ Barychelidae. Loài này phân bố ờ Ecuador.